# Шуоной
Шуоной (чеч. Шуоной) — один з чеченських тайпів, що входить до тукхуму Нохчмахкахой. Родове село тайпу Шуани в Ножай-Юртівському районі Чеченської Республіки.

## Розселення
Розселені в населених пунктах розташованих біля річок Гумс та Мічик, на схилах Качкаликівського хребта, також проживають у станицях та селах Грозненського, Гудермеського, Ножай-Юртівського, Шелківського, Курчалоївського, Шалінського, Надтеречного районів. Шуанинцями засновані села: Шуани, Новий Шуани, Азамат-Юрт.
Шуоной широко розселилися в площинних селах, особливо в басейнах річок Бас і Хул-Хул.

## Відомі представники
- Бекмурза Аджієв — уздень першого ступеня аксаївських земель і син узденя Аджія[4].
- Уллубій Ауховський — учасник Кавказької війни, мудир (генерал-наїб) Імамату, один із видатних і відданих наїбів імама Шаміля, відомий у Чечні та Дагестані ісламський проповідник і учений[5].
- Уді-Мулла — чеченський військовий, релігійний та державний діяч часів Великої Кавказької війни. Входив до п'ятірки перших ватажків руху за газват і свободу Чечні, і навіть був претендентом в імами Чечні[6].
- Осман Майртупський — чеченський полководець, уродженець чеченського аулу Майртуп, в 1859 році став наїбом округу Північно-Кавказького імамату, який знаходився між річками Хулхулау і Гумс. Один із найсправедливіших, авторитетних і хоробрих наїбів імамату[7].
- Оздемір (Оздемір Цоци-Юртовський) — п'ятисотенний наїб в Мичіковській окрузі. На початку травня 1842 року зрадницьки вбитий[8].
- Мусхайн Магомед (Магомед Мусакаєв) — наїб Ічкерії[9].
- Осман Мутуєв (Терський) — відомий абрек[10].
- Муса Казім Шоно Шишані — чеченський релігійний діяч, шейх накшбандійського тарикату, вчений-богослов, поет, письменник із Сирії. Муса-Казім вважався Авлія. Похований у Сирії[11].
- Моцу Шамільов — останній імам Чечні[12].
- Мовладі Атлангерієв — кримінальний авторитет.
- Бісултанов Асламбек Германович — радянський борець, чемпіон СРСР, Європи та світу з вільної боротьби, Заслужений майстер спорту СРСР (1977). Перший чеченець, який став чемпіоном СРСР з вільної боротьби[13].
- Давтаєв Апті Алхазурович — російський боксер-професіонал чеченського походження, який виступає у важкій ваговій категорії. Серед професіоналів колишній чемпіон Азії[14].